# Anton Webern
Anton von Webern (1883-1945) là nhà soạn nhạc Áo, nhà chỉ huy, nhà sư phạm, học trò và người kế tục của Schoenberg.
Âm nhạc của Webern phức tạp, chịu ảnh hưởng mĩ học của các nguyên tắc "ấn tượng chủ nghĩa". Webern là một trong những nhạc sĩ tiêu biểu của trường phái hiện đại, thành viên của nhóm "trường phái Wien mới".
Tác phẩm: các cantata, nhiều tác phẩm cho dàn nhạc, thanh nhạc, âm nhạc thính phòng, piano...